# Закон Тирлвола
Закон Тирлвола —
темп роста доходов страны равен темпу роста дохода остального мира и отношению эластичности спроса на экспорт по доходам остального мира к эластичности спроса на импорт по доходам страны:
{\displaystyle Yr=Yp*a/b},
где {\displaystyle Yr} — темп роста доходов страны, {\displaystyle Yp} — темп роста доходов остального мира, {\displaystyle a} — эластичность спроса на экспорт по доходам остального мира, {\displaystyle b} — эластичность спроса на импорт по доходам страны.

## Сущность
Закон Тирлвола назван в честь британского экономиста Энтони Тирлвола, описавший его в 1979 году,
и определяет рост экспорта исключительно ростом мирового дохода при следующих условиях:
- относительный уровень цен (или реальный обменный курс) неизменен
- соблюдается условие Маршалла — Лернера (сумма ценовой эластичности спроса на импорт и экспорт равняется единице).

С целью увеличения экономического роста страны поощряются отрасли, экспорт товаров которых отличается высокой эластичностью спроса по доходам остального мира, а импорт отличается низкой эластичностью спроса по доходам страны. Таким образом импорт необходим для внутреннего производства, которому требуются первичное сырьё и непроизводимые в стране промежуточные товары, а экспорт важен для роста как непосредственный источник финансирования импорта.
Сдерживающим фактором экономического роста страны является нехватка иностранной валюты и снижение темпа роста экспорта, который генерирует приток денежных средств, в силу двух причин:
- изменения относительного уровня цен или реального обменного курса не являются эффективным механизмом корректировки платёжного, поскольку либо масштабы изменений в долгосрочном плане невелики, либо ценовая эластичность экспорта и импорта мала
- при равновесном состоянии платёжного баланса существует верхний предел отношения дефицита текущего счёта к ВВП, который страны могут выдержать[4].

## Применимость
Закон Тирлвола не противоречит теории роста Калдора,
в том числе в условиях многоотраслевой экономики
.
Закон Тирлвола описывает причины дефицита платёжного баланса, когда:
- рост экспорта увеличивает расходы до тех пор, пока их повышение не спровоцирует рост импорта, эквивалентный первоначальному росту экспорта
- занятые в секторе услуг увеличивают спрос на импортную продукцию, не увеличивая предложение товаров на экспорт
- замедляется рост в развитых странах, что приводит к сокращению экспортного спроса.

Следствием Закона Тирлвола является то, что страны с достаточно большим внутренним рынком могут переориентироваться на внутренний спрос для того, чтобы за счёт увеличения расходов домашних хозяйств компенсировать сокращение экспортного спроса, что ведёт к импортозамещению.

## Критика
Пол Кругман критикует закон Тирлвола, определяя его через сдвиг кривой предложения:
1) рост производства определяет эластичности экспорта и импорта
2) рост предложения факторных затрат приводит к росту производства
3) производство начинает расти более быстрыми темпами — страна увеличивает ассортимент продукции на экспорт
4) объём экспорта растёт, так как страна продаёт свои товары на мировом рынке
5) рост экспорта постепенно увеличивается относительно роста мирового дохода, и поэтому эластичность спроса возрастает.